# 泰勒斯克里克 (喬治亞州)
泰勒斯克里克（英語：Taylors Creek）是位於美國喬治亞州利柏提縣的一個鬼鎮。由於此地已於1941年被荒廢，本地已無人居住。

## 地理
泰勒斯克里克的座標為31°56′06″N 81°38′56″W / 31.93500°N 81.64889°W，而該地的平均海拔高度為20米（即66英尺）。